# 스탠드업 코미디

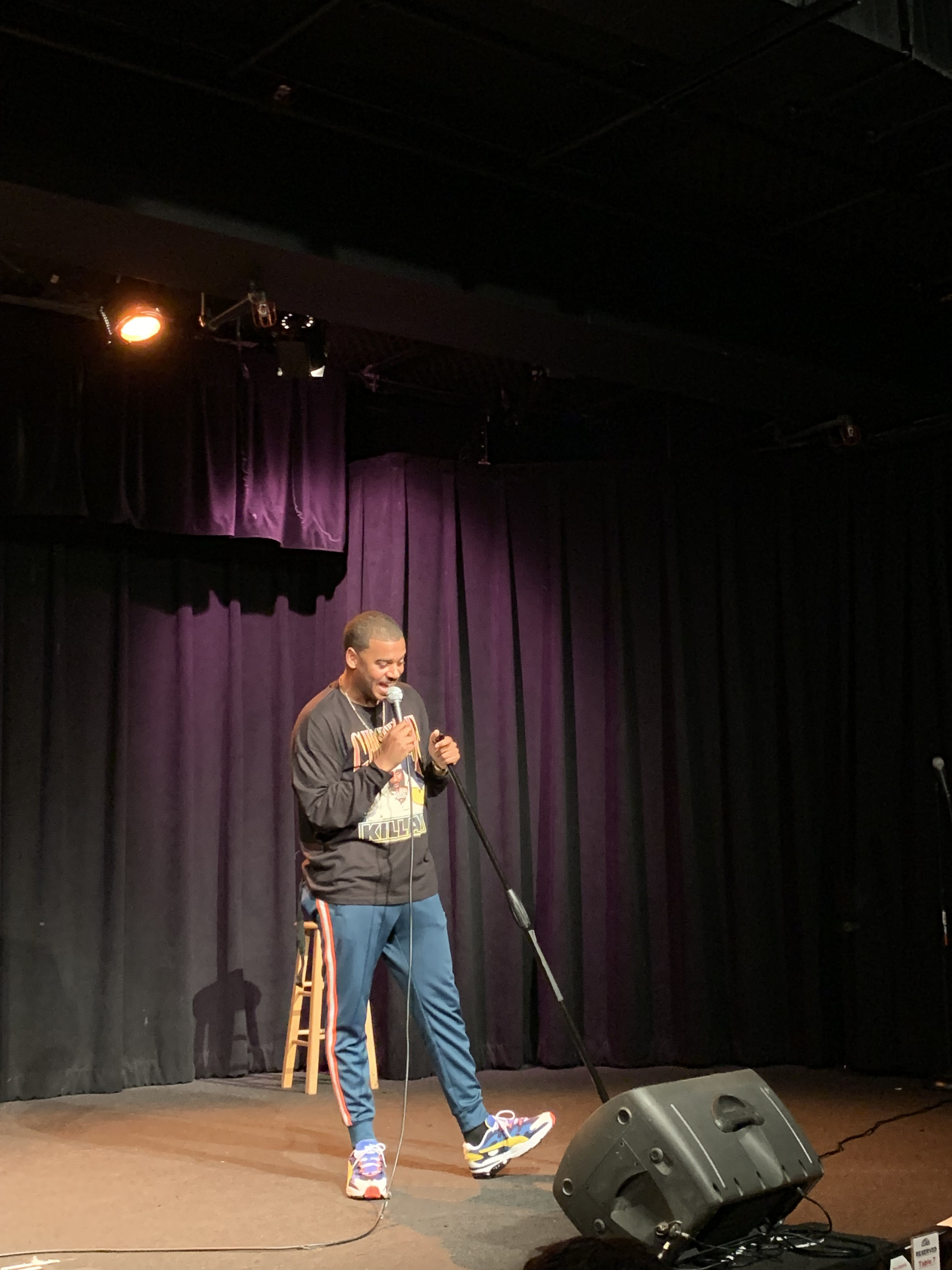

스탠드업 코미디(stand-up comedy)는 희극 배우(또는 코미디언)가 관객을 마주하는 실시간 희극 형식이다. 스탠드업 코미디 공연자를 스탠드업 코미디언, 혹은 줄여서 스탠드업이라고 부른다. 스탠드업 코미디에서 코미디언은 주로 웃긴 이야기, “비츠”라 불리는 짧은 농담, “독백” 형식의 짤막한 농담, 공연에서 정한 형식의 농담이나 행동을 빠른 속도로 말한다. 일부 스탠드업 코미디언은 소품, 음악, 마술을 사용하여 공연을 더욱 빛나게 한다. 스탠드업 코미디는 코미디 클럽, 술집, 현대식 벌레스크, 대학, 극장에서 주로 공연한다. 실시간 공연 외에도 텔레비전, DVD, 인터넷을 통해 상업적 용도로 스탠드업 코미디를 배포하기도 한다.
스탠드업 코미디에서 관객의 반응은 즉각적이라서 코미디언의 연기를 크게 좌우한다. 관객은 계속 우스갯소리가 나오길 바라기 때문에 코미디언은 항상 압박감에 시달린다. 이런 압박감은 짜릿하면서도 위협적이다. 코미디언 윌 페럴은 스탠드업 코미디를 “어렵고 외롭고 잔인하다”고 표현했다.
스탠드업 코미디는 단독 공연인 경우도 있지만, 대부분의 쇼는 “헤드라인” 형식이나 “쇼케이스” 형식을 택한다. 헤드라인 형식에는 주로 호스트 또는 사회자가 나와 분위기를 돋우고 공연자를 소개한다. 사회자가 물러나면 무명 혹은 우정 출연자 한두 명이 각각 15~20분 이내의 꼭지를 선보이고, 마지막으로 대표 코미디언이 단독으로 대개 45분 이상 익살을 펼친다. “쇼케이스” 형식에서는 여러 명의 공연자가 균등한 시간을 받는다. 주로 코미디 셀라, 종글뢰르와 같은 작은 클럽이나 더 넓은 공간에서 여러 명이 공연할 수 있는 대규모 행사장에서 공연한다. 쇼케이스 형식에서도 사회자가 끼기도 한다. 비교적 소규모 장소에서는 주로 “오픈 마이크” 행사가 열리며 누구나 무대에 올라 공연할 수 있다. 이 행사를 통해 아마추어 코미디언은 경력을 쌓아 코미디계에 입문하며 유명 코미디언도 소재 개발 삼아 참여한다.

## 역사

### 영국
스탠드업 코미디는 18~19세기에 영국에서 음악적 오락을 제공하는 극장인 뮤직홀에서 생겨났으며 긴 역사를 자랑한다. 20세기 뮤직홀 순회공연에서 유명해진 공연가로는 대표적인 뮤직홀 코미디언인 모어캠블 앤 와이즈, 아서 애스키, 켄 도드, 막스 밀러가 있다. 체임벌린 사무국은 강력한 검열을 했으며 모든 코미디언의 공연을 검열했다. 부적합한 공연은 파란색 연필로 밑줄을 그어 보냈다 (외설적이거나 상스러운 공연을 한 코미디언을 ‘파랗다’고 부르는 것 또한 여기서 유래된 것으로 보인다). 코미디언은 수정된 공연 내용에 따라 공연을 해야 했다.
제2차 세계대전이 끝난 후 많은 군인이 장병 위문 공연에서 코미디(스탠드업 또는 다른 형식)에 관심을 두고 전문적인 코미디언의 길로 들어섰다. 에릭 사이크스, 피터 셀러스, 군즈, 토미 쿠퍼는 이러한 방식으로 코미디언으로서 첫발을 내디뎠다. 텔레비전 및 라디오의 등장과 함께 전후 코미디언들이 나타났으며 이 때문에 뮤직홀 순회공연은 침체기를 맞았다. 뮤직홀 공연자가 수년간 한 가지 공연만을 진행하는 데 반해 텔레비전은 새로운 소재에 대한 지속적인 수요를 발생시켰다. 이는 1968년 극장 검열의 중단에도 영향을 미쳤다.
1970년 말, 뮤직홀 분야는 사실상 사라졌다. 그 후 워킹 멘스 클럽과 같이 뮤직홀 순회공연을 대체하는 새로운 형태의 순회공연이 생겨났다. 워킹 멘스 클럽 순회공연에서 버나드 매닝, 보비 톰슨, 프랭크 카슨, 스탠 보드맨과 같은 유명 코미디언은 “윌태퍼스 앤 션터스 소셜 클럽”과 같은 쇼를 통해 텔레비전 방송에 진출했다. “대안적” 코미디 또한 생겨났다. 초기 성공작들 중 일부는 포크 클럽에서 나타났다. 이 곳에서 빌리 코널리, 마이크 하딩, 재스퍼 캐롯과 같은 공연자들이 비교적 연속적인 뮤지컬 공연을 시작했다. 이 뮤지컬에서 공연자는 음악이 흐르는 도중에 농담을 주고받는다.
1960년대에는 풍자 형식이 엄청난 인기를 끌었다. 풍자 클럽인 “이스타블리쉬먼트”가 생겨났으며 이곳에서 영국 관객은 레니 브루스의 극적인 미국 스탠드업 코미디를 처음으로 관람했다. 빅토리아 우드는 1980년 초 스탠드업 코미디언으로서 첫발을 내딛었고 코미디 음악과 관찰적인 대화를 결합한 코미디를 선보였다. 우드는 2011년 영국의 가장 성공적인 코미디언으로 선정되었으며 로열 앨버트 홀에서 열린 공연은 15일간 연속으로 매진되었다.
1979년 피터 로젠가드는 런던 최초의 미국 스타일 스탠드업 코미디 클럽인 코미디 스토어를 런던에 개장했다. 이 곳에서 돈 프렌치, 제니퍼 손더스, 알렉세이 세일, 크레이그 퍼거슨, 릭 메이올, 에이드 에드먼드슨과 같은 1980년대의 대안적 코미디 스타들이 코미디언으로서의 경력을 쌓기 시작했다. 스탠드업 코미디 순회공연은 런던을 시작으로 영국 전역으로 빠르게 퍼져 나갔다. 현대 영국 스탠드업 코미디 순회공연은 1980년도 ‘대안적’ 코미디 혁명에서 생겨났으며 정치적이고 관찰적인 유머가 주요 스타일이다. 1983년 젊은 드라마 선생님이었던 마리아 켐핀스카가 창설한 종글뢰르 코미디 클럽은 현재 유럽에서 가장 거대한 스탠드업 코미디 체인이다...
스탠드업 코미디는 전통적으로 한 사람이 단독으로 진행하는 형식의 공연이었다. 오늘날 젊은 코미디언은 기존의 방식에서 벗어나 집단으로 공연하며 특히 유럽에서 이러한 경향이 주로 나타난다.

### 미국
북미 스탠드업 코미디는 19세기 말 마크 트웨인, 노르만 윌커슨, 서커스 광대들이 보여준 전통적 유희형식인 보드빌, 영국 뮤직홀, 민스트럴 쇼, 유머 작가의 독백에 뿌리를 두고 있다. 이 시기의 코미디언들은 아프리카인, 스코틀랜드인, 독일인, 유대인과 같은 인종의 모습으로 변장하고 선입견을 바탕으로 공연을 진행했다. 이들은 다양한 주제의 농담을 선보이고 소재는 다른 코미디언들과 공유했다. 이 과정에서 소재 표절 문제가 발생하기도 했다.
현대 미국 스탠드업 코미디의 창조자로는 잭 베니, 밥 호프, 조지 번스, 프레드 앨런, 밀턴 벌리, 프랭크 페이가 있으며 모두 보드빌 출신이다. 이들은 커튼 앞에서 관객들과 직접 대화를 나누며 공연을 “동시에” 진행했다. 프랭크 페이는 뉴욕 팰리스 극장의 칭송받는 “진행자(MC)”였으며 20세기 스탠드업 스타일을 창조한 것으로 유명하다.
나이트클럽과 리조트는 스탠드업 코미디가 행해지는 주요 공간이었다. 앨런 킹, 다니 토마스, 돈 리클스, 조운 리버스, 마틴 앤 루이스, 잭 E. 레너드와 같은 공연자들은 새롭게 부상한 이곳에서 명성을 쌓았다.
1950년도에서 1960년도 사이 모 살과 같은 스탠드업 코미디언은 샌프란시스코의 헝그리 아이나 뉴욕의 비터 엔드 같은 포크 클럽에서 공연을 제작했다. 이들은 사회 풍자를 코미디 요소로 이용하여 스탠드업 코미디의 표현방식과 범위를 정치, 인종 관계, 성적 유머로 넓혔다. 레니 브루스는 외설적인 코미디언으로 유명해졌으며 외설적인 코미디 내용 탓에 자주 구속되었다. 레니 브루스 이후 무대 위에서 외설적인 언어를 사용해 구속되는 코미디언은 거의 없었다. 그 후 1972년 7월 21일 조지 칼린이 밀워키 써머페스트에서 “텔레비전에서 절대 말하면 안 되는 일곱가지 단어”를 공연한 후 구속되었다. (칼린에게 적용된 혐의는 결국 기각되었다.)
이 시기 유명했던 다른 코미디언으로는 우디 앨런, 셸리 버먼, 필리스 딜러, 밥 뉴하트가 있다. 또한, 레드 폭스, 조지 커비, 빌 코스비, 딕 그레고리와 같은 흑인 미국인 코미디언들은 이 시기 동안 백인 관객을 대상으로 공연을 선보였다.
1970년도에는 여러 예능인이 스탠드업 코미디 공연을 통해 대스타로 떠올랐다. 리처드 프라이어, 조지 칼린은 레니 브루스의 신랄한 스타일을 이어받아 유명인사로 거듭났다. 스탠드업 코미디는 클럽, 리조트, 커피 하우스뿐만 아니라 스포츠 경기장과 원형극장의 대형 공연장까지 활동 범위를 넓혀갔다. 스티브 마틴과 빌 코스비는 점잖은 코미디 내용으로 유명해졌다. 스탠드업 코미디의 이전 스타일(사회 풍자 부재)은 로드니 데인저필드와 버디 해켓이 계승하여 은퇴할 때까지 해당 스타일을 고수했다. “새터데이 나이트 라이브”와 “투나잇 쇼”와 같은 텔레비전 프로그램들을 통해 빌 마허, 제이 레노를 포함한 여러 스탠드업 코미디언들이 명성을 쌓기 시작했다.
1970년대부터 1990년대 사이에 난센스 스타일의 코미디가 생겨났으며 로빈 윌리엄스의 무모한 스타일, 제리 사인펠트와 엘런 드제너러스의 독특한 관찰, 스티븐 라이트의 반어적 사색과 함께 발전했다. 이들은 에디 머피, 빌 힉스, 데이비드 크로스, 루이스 C.K., 밋치 헤드버그, 데이브 폴리, 토드 글라스, 조 로간, 사라 실버먼을 포함한 후대 코미디언들에게 영향을 미쳤다.

### 대한민국
대한민국의 스탠드업 코미디언은 대니 조, 손동훈, 박철현, 김동하, 이제규 등이 있으며, 오픈마이크를 통해 꾸준히 신입 코미디언이 배출되고 있다.
2023년 서울코미디 클럽, 펀치라인스(IG:punch_line_s), 고학력 농담(IG:goodschooljoke) 등의 정기적인 공연이 열리고 있으며, 삼각지(IG:comedy_samgakjidae), 압구정 로데오거리 근처에서 오픈마이크도 매주 열리고 있다.

## 기타 미디어
초기 보드빌 시기의 스탠드업 코미디언들은 라디오를 통해 명성을 쌓았다. 주로 시사적 독백과 함께 프로그램을 진행하였으며 최신 영화부터 지난 생일까지 다양한 주제의 애드립과 토론을 선보였다. 개별 프로그램은 도입 독백, 뮤지컬 음악, 촌극, 이야기로 나뉜다. 프레드 앨런과 잭 베니 사이의 “불화”는 코미디 소재로 약 십 년간 사용되었다.
HBO는 1975년 로버트 클라인을 시작으로 최초로 검열 없이 코미디언들을 방송했으며 이를 통해 더 많은 관객을 확보했다. 조지 칼린은 지속적인 사랑을 받는 코미디언으로서 HBO 코미디 스페셜 방송 14개에 참여하였다.
대다수의 현대 스탠드업 코미디언들은 전통을 이어가면서도 텔레비전이나 영화를 통해 코미디 클럽 순회공연만으로는 얻을 수 없는 성공과 명성을 쌓고 있다.
2000년 중반 이후 유튜브와 같은 온라인 비디오 공유 사이트는 스탠드업 코미디언에게 새로운 활동 영역을 제공하였으며 많은 코미디언의 공연을 온라인으로 시청할 수 있다.

## 같이 보기
- 알파고 시나씨
- 코미디 페스티벌
- 즉흥극
- 뮤지컬 코미디언 목록
- 스탠드업 코미디언 목록
- 만자이 – 일본 스탠드업 코미디 스타일
- 오픈 마이크 – 관객이 마이크를 사용해 공연하는 라이브 쇼
- 라쿠고 – 일본 언어 유희
- 시트콤
- 시앙쉥 – 중국 전통 스탠드업 코미디
- 새터데이 나이트 라이브
  - SNL 코리아 - 대한민국의 생방송 코미디 쇼